# Élections sénatoriales thaïlandaises de 2024
Les élections sénatoriales thaïlandaises de 2024 ont lieu le 26 juin 2024 afin d'élire au suffrage indirect les 200 membres du Sénat.
Il s'agit des premières élections de ce type depuis le coup d'État de 2014, la junte militaire ayant auparavant nommé les 250 membres du Sénat transitoire. Le scrutin, organisé selon un système particulièrement complexe impliquant plusieurs niveaux de grands électeurs regroupés en vingt collèges électoraux, doit notamment aboutir à la mise en place d'une chambre haute aux pouvoirs réduits, les membres du Sénat transitoire étant jusqu'alors impliqués dans le choix du Premier ministre. La complexité du système électoral vaut notamment aux sénatoriales d'être qualifiées d'« élections les plus compliquées au monde ».

## Contexte
Arrivée au pouvoir par un coup d'État en 2014 à la faveur d'une profonde crise politique ayant précédé et suivi les élections législatives de 2014, une junte militaire s'autoproclame Conseil national pour la paix et le maintien de l'ordre avant de porter le commandant en chef de l'Armée royale thaïlandaise et auteur du coup d'état, Prayut Chan-o-cha au poste de Premier ministre,.
Les élections législatives de mars 2019 interviennent dans un contexte d'effervescence démocratique, le scrutin devant permettre le retour théorique du pouvoir aux civils après cinq années de junte militaire. Elles voient néanmoins la reconduite de Prayut Chan-o-cha au poste de Premier ministre malgré la mise en minorité de son parti créé pour l'occasion, le Palang Pracharat, face aux partis d'opposition. Le rôle dans la désignation du Premier ministre accordé à la chambre haute, nommée par l'armée selon une constitution rédigée sur mesure, permet cependant le maintien de Prayut Chan-o-cha. La constitution de 2017 préparée par la junte et adoptée par référendum en 2016 a en effet doté le pays d'un parlement bicaméral composé d'une chambre basse, la Chambre des représentants, et d'une chambre haute, le Sénat. Selon une disposition transitoire de la nouvelle constitution devant s'appliquer pendant les cinq premières années de la nouvelle législature, le premier ministre est choisi par un vote du total des 500 membres de la chambre des représentants et des 250 membres du Sénat réunis. Les sénateurs étant intégralement nommés par un panel d'une dizaine de grands électeurs choisis par la junte, cette dernière peut ainsi se maintenir en obtenant le soutien de seulement 126 des 500 représentants élus directement par la population.
Lors des élections législatives suivantes en 2023, l'opposition est principalement menée par le Pheu Thai de Paethongtarn Shinawatra ainsi que par Aller de l'avant, de Pita Limjaroenrat, qui succède au Parti du nouvel avenir à la suite de sa dissolution en 2020. Le scrutin se révèle une sévère défaite pour les militaires, l'opposition arrivant largement en tête. Aller de l'avant crée en particulier la surprise en arrivant largement en tête, surpassant le Pheu Thai qui progresse néanmoins et arrive deuxième avec une large avance sur le Parti de la Nation thaïe unie,. Tous deux n'obtiennent cependant pas assez de sièges pour passer outre au vote des sénateurs, plaçant ainsi le Parti de la fierté thaïe en position de faiseur de roi. Ce dernier annonce son opposition à la candidature de Pita Limjaroenrat au poste de Premier ministre, forçant l'opposition réunie en une vaste coalition à dépendre du ralliement d'une soixantaine de sénateurs. L'échec de Pita Limjaroenrat à se faire élire premier ministre conduit le Pheu Thai à rompre son alliance pour soutenir la candidature de l'un de ses membres, Srettha Thavisin,. Ayant obtenu le soutien d'une partie de l'opposition et des partis liés à la junte, dont le Parti de la fierté thaïe, Thavisin est élu Premier ministre le 22 août. Le retournement d'alliance du Pheu Thai, qui permet à la junte de se maintenir au sein du gouvernement, coïncide avec le retour en Thaïlande de Thaksin Shinawatra,,. La coïncidence des évènements fait supposer un accord entre la junte et le Pheu Thai, ce dernier acceptant de partager le pouvoir en échange d'une future réduction de peine voire d'une grâce royale pour Thaksin Shinawatra. A la tête du gouvernement avant le coup d'état de 2014 qui l'avait vu partir en exil afin d'échapper à une peine de prison, ce dernier accepte ainsi de commencer à purger sa peine en échange d'une grâce de la part du roi Rama X, qui la lui accorde le 1er septembre 2023, réduisant sa peine de huit à un an de prison.
Le Sénat transitoire voit son mandat expirer le 10 mai 2024, ouvrant la voie aux premières élections indirectes, organisées selon un système complexe impliquant plusieurs niveaux de collège électoral devant aboutir à une assemblée technocratique apolitique n'ayant plus le pouvoir de participer au vote de confiance du Premier ministre.

## Mode de scrutin

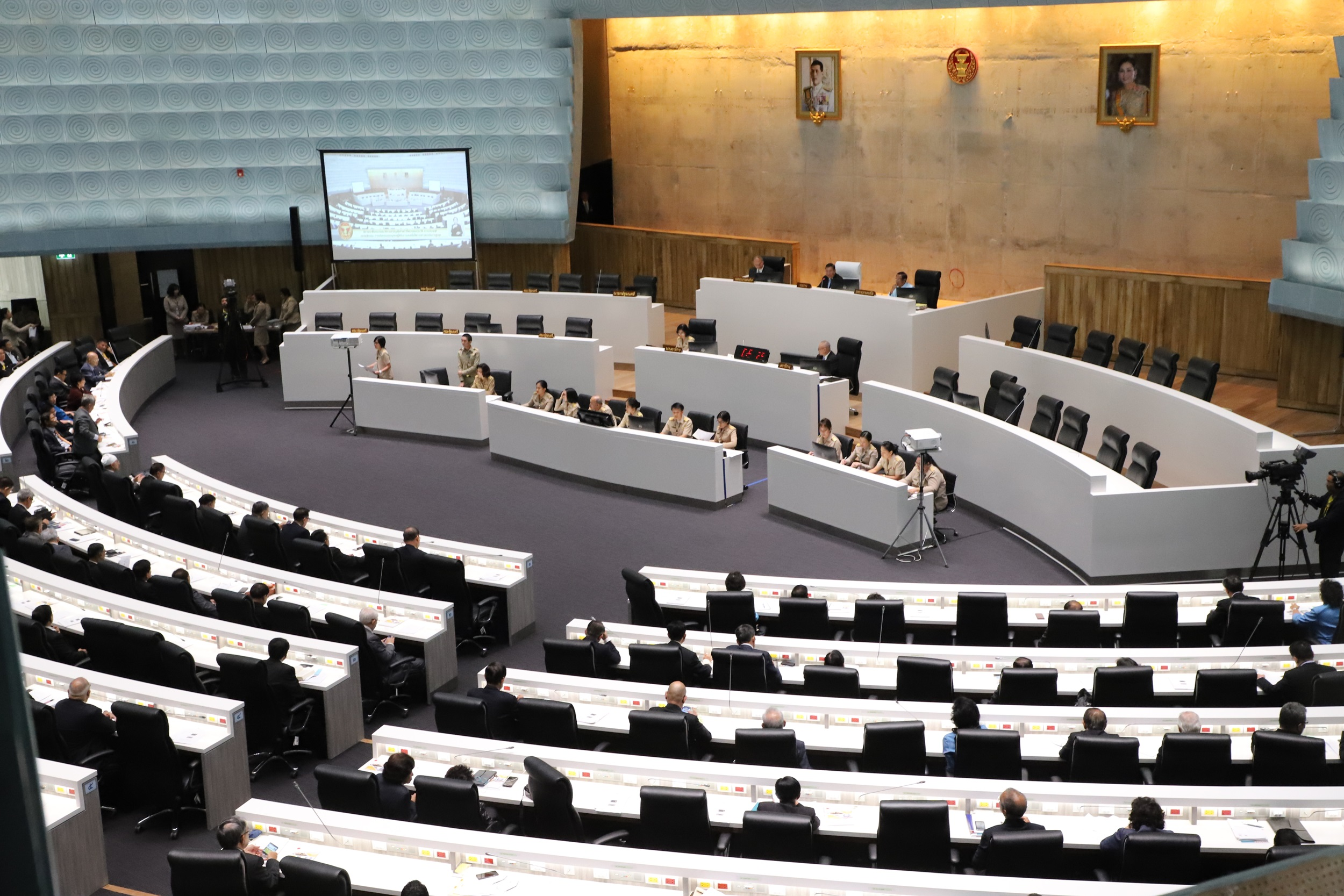
Intérieur du Sénat à Bangkok

La Thaïlande est dotée d'un parlement bicaméral composé d'une chambre basse, la Chambre des représentants, et d'une chambre haute, le Sénat. 
Le Sénat est composé de 200 sièges pourvus dans leur intégralité pour un mandat de cinq ans selon un mode de scrutin particulièrement complexe. Élus au suffrage indirect pour un mandat non renouvelable de manière consécutive, les sénateurs sont obligatoirement indépendants, faisant de la chambre haute une assemblée technocrate non partisane. Seuls peuvent se présenter les individus possédant la nationalité thaïlandaise de naissance, âgé d'au moins quarante ans, et disposant d'un minimum de dix ans d'expérience dans leur domaine respectif,,. 
Le collège électoral constitué de l'ensemble des candidats est subdivisé en vingt groupes, qui élisent chacun dix sénateurs à l'issue de six tours de scrutins visant à réduire successivement le nombre de candidats restants. Deux tours de scrutins ont lieu au niveau des 928 Amphoe (ou districts), puis deux au niveau des 77 Provinces, puis deux derniers au sein d'une unique circonscription nationale,. La complexité du système vaut aux élections sénatoriales d'être qualifiées d'« élections les plus compliquées au monde ».
Les groupes sont les suivants, chaque candidat étant classé selon son activité ou sa capacité à représenter un groupe donné, :
1. Fonction publique et sécurité nationale
2. Système judiciaire
3. Enseignement
4. Santé
5. Agriculture
6. Elevage et pisciculture
7. Employés du secteur privé
8. Environnement, ressources naturelles et énergie
9. Entrepreneurs en petites entreprises
10. Autres entrepreneurs
11. Tourisme
12. Industrie
13. Sciences, technologies et communications
14. Femmes
15. Personnes âgées, handicapés, minorité ethniques et autres groupes identitaires
16. Art, culture, musique et divertissement
17. Organisations non gouvernementales
18. Sports, médias de masse et littérature
19. Auto-entrepreneurs
20. Autres

Le premier vote dans les districts intervient le 9 juin selon un système de vote limité : les candidats votent au sein de leur groupe en disposant de deux voix qu'ils peuvent donner aux autres candidats à raison d'une seule voix par candidat. Les cinq candidats arrivés en tête de chacun des vingt groupes dans les 928 districts sont ainsi sélectionnés, soit un total de cent candidats par district, ce qui réduit ainsi leur total à 92 800. Un second vote voit ensuite les candidats voter au vote unique non transférable pour les candidats de 3 à 5 autres groupes que le leur, choisis au hasard. Les trois candidats arrivés en tête de chacun des groupes se maintiennent, soit un total de soixante candidats par district, ce qui conduit à 55 680 candidats restants,.
Ce système en deux temps est répété le 16 juin dans les 77 provinces. Chaque candidat vote pour deux candidats de son groupe au niveau provincial, et cinq candidats par groupe se maintiennent dans chacune des provinces, ce qui amène le total des candidats à être réduit à 7 700. Lors du second vote provincial, les candidats votent pour les membres d'autres groupes, qui peuvent être les mêmes qu'au niveau des districts, mais pas obligatoirement. Le vote est également unique non transférable, mais seuls deux candidats sont par contre retenus par groupe, et non plus trois. Le total est ainsi de 40 par province, soit un total restant de 3 080,.
Le système change enfin lors des votes au niveau national organisés le 26 juin : le premier vote permet aux candidats d'attribuer jusqu'à dix voix au sein de leur groupe. Les 40 candidats arrivés en tête de chaque groupe se maintiennent, réduisant leur total à 800. Le deuxième vote au niveau national, le dernier, n'est cette fois-ci plus au vote unique non transférable. Les candidats votent pour cinq candidats d'autres groupes. Les dix candidats arrivés en tête de chacun des vingt groupes à l'issue de ce dernier vote sont élus sénateurs, et deviennent les 200 membres du Sénat,.